# 涠洲天主教堂
涠洲天主教堂，是一所位于中国广西北海市涠洲岛上的天主教教堂，因位于盛塘村，故而又名盛塘天主教堂。
该教堂由法国巴黎外方传教会传教士修建，落成于1880年。该教堂为哥特式建筑，楼高21米，总建筑面积774平方米，连同附属建筑在内总面积达到2000余平方米，是广西沿海地区最大的天主教教堂，2001年被列为全国文物保护单位。